# Fitjar
Fitjar es un municipio en la provincia de Hordaland, Noruega. Cubre la parte norte de la isla de Stord y las islas circundantes, mientras que el municipio de Stord cubre la parte sur de la isla. Tiene una población de 3093 habitantes según el censo de 2015 y su centro administrativo es Fitjar.

## Evolución administrativa
El municipio ha sufrido algunos cambios territoriales, los cuales son:
| Año  | Cambio territorial                                                                                          | Población | Variación |
| ---- | --- | --------- | --------- |
| 1863 | Fundación tras separarse de Stord (municipio)                                                               | 2313      |           |
| 1868 | Parte de Finnås es transferida a Fitjar                                                                     |           | + 10      |
| 1964 | Las islas de Huftarøy y Selbjørn son transferidas a Austevoll                                               |           | - 696     |
| 1995 | Las islas de Aga, Agasystra, Gisøya, Vikøya, Selsøy, Risøya e islotes circundantes son transferidos a Bømlo |           | - 225     |

## Etimología
El municipio (originalmente la parroquia) es el nombre de la antigua granja Fitjar, ya que la primera iglesia fue construida allí. Antes de 1900 el nombre fue escrito Fitje.

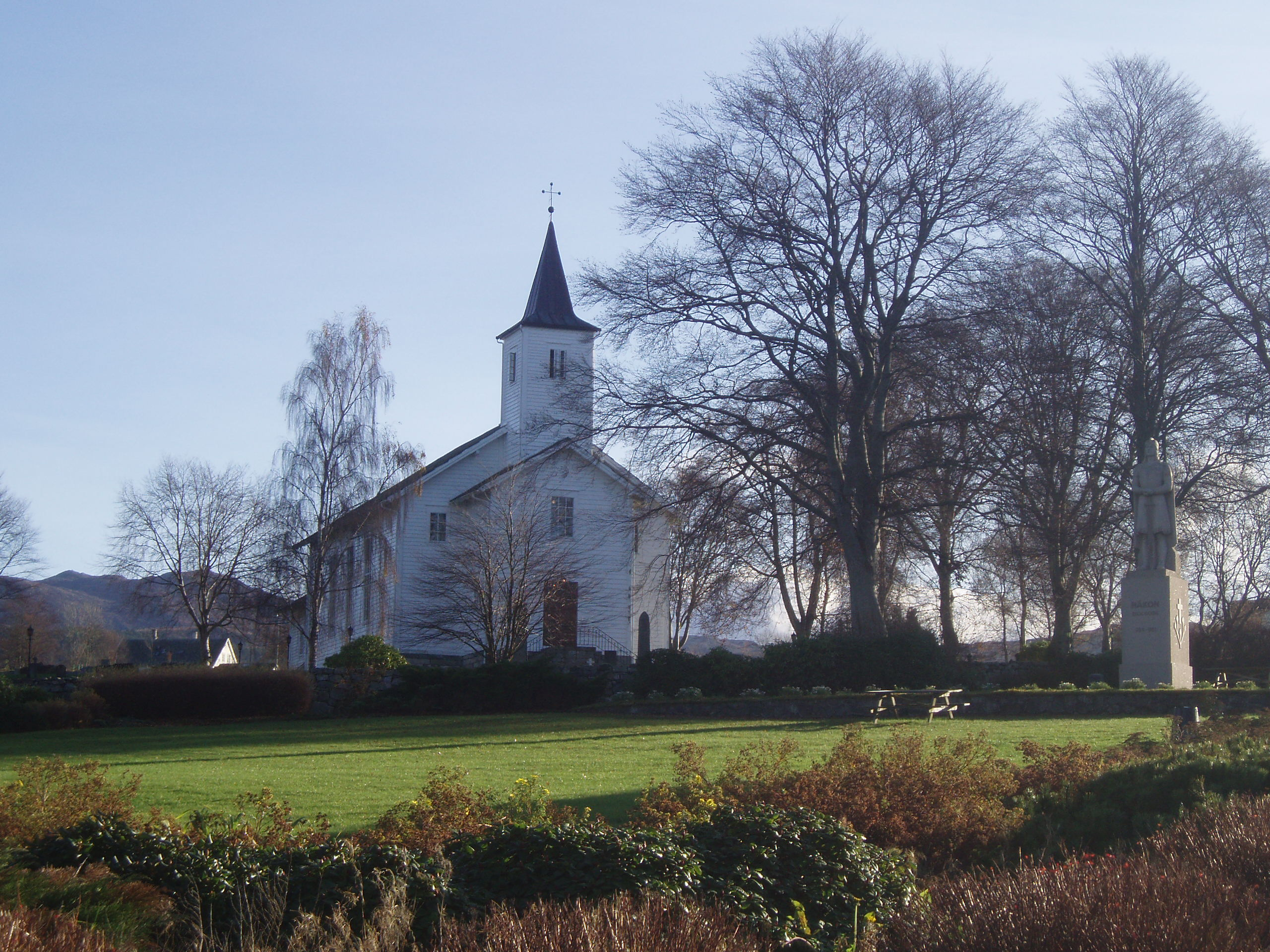
Iglesia de Fitjar
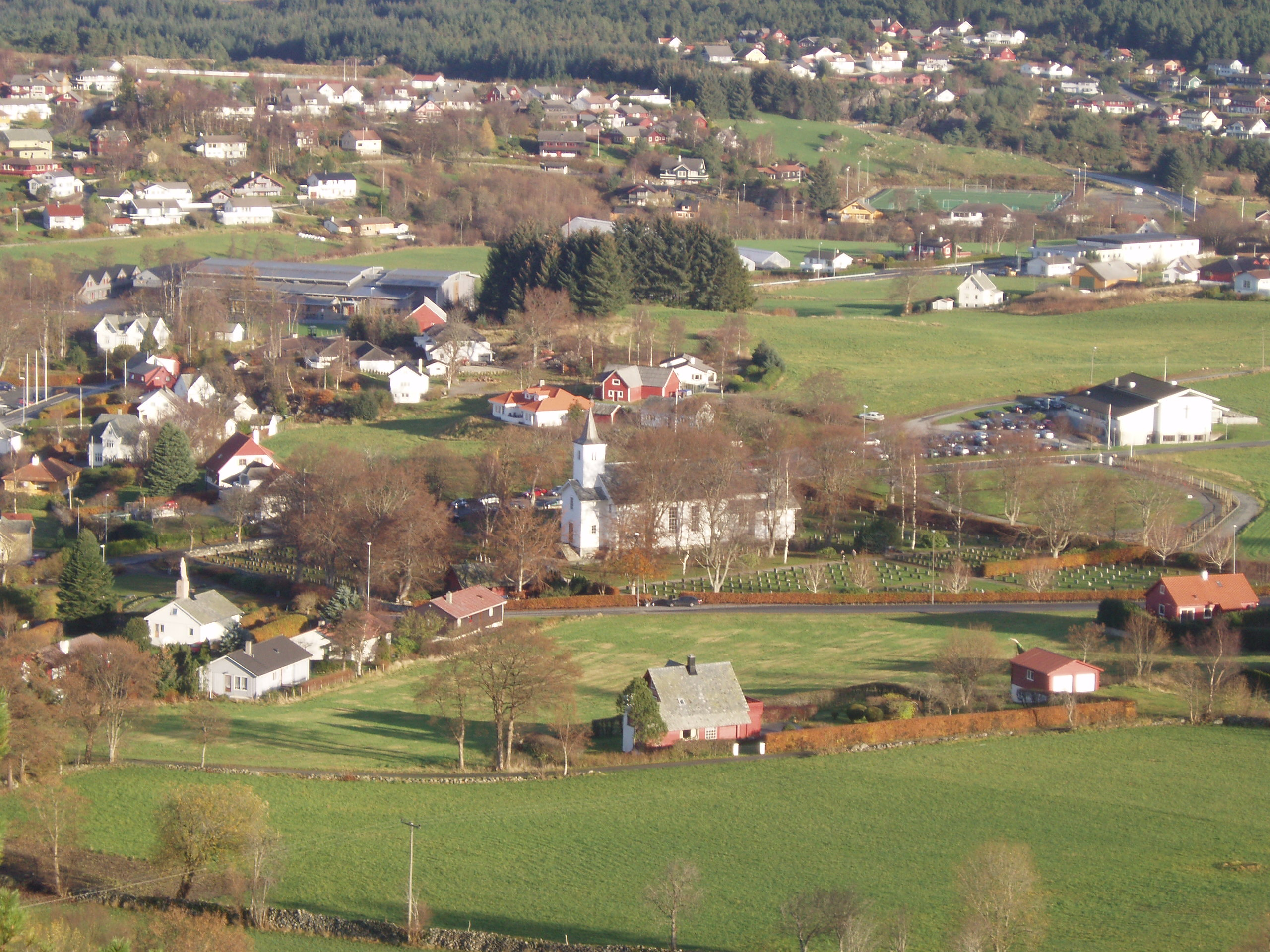
Iglesia de Fitjar y Håkonarparken

## Escudo de armas
El escudo de armas se les concedió a finales de 1940. El escudo muestra un casco vikingo. El casco y el color se derivan de la creencia de que el rey Haakon el Bueno llevaba un casco de oro en la Batalla de Fitjar en 961.

## Historia
El rey Haakon I de Noruega (Haakon el Bueno) mantuvo su residencia en Fitjar. La batalla de Fitjar (Slaget ved Fitjar på Stord) tuvo lugar en Fitjar en Stord durante 961 entre las fuerzas del rey Haakon I y los hijos de su medio hermano, Erico Hachasangrienta. Tradicionalmente, las rutas de transporte importantes han pasado por la zona, y el municipio contiene varios puestos comerciales que datan de 1648. Fitjar fue separado de Stord en 1860. Ha habido discusiones sobre una posible reunión de los dos municipios, pero ninguna decisión ha sido.

## Lugares de interés

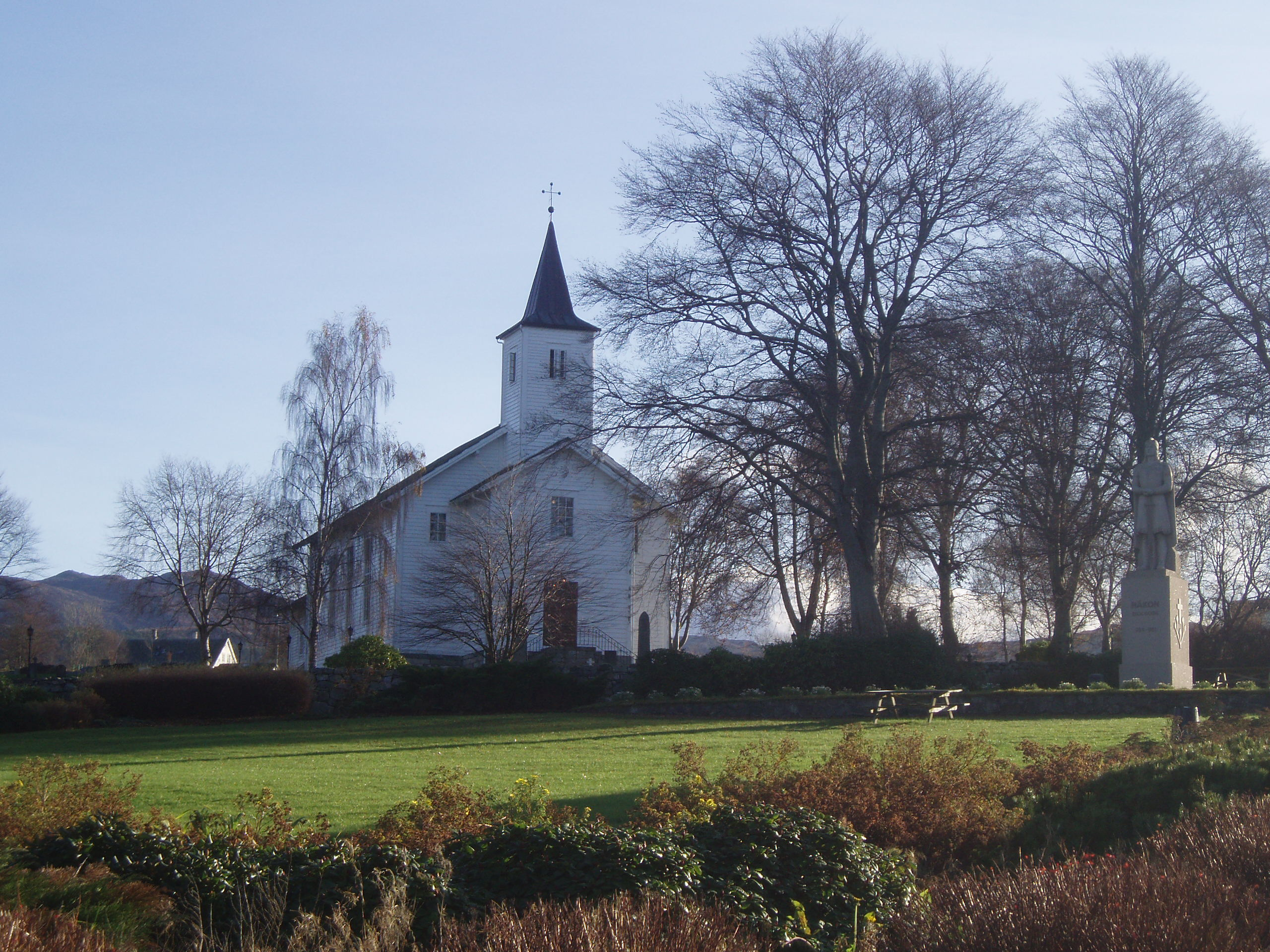
Iglesia de Fitjar

La iglesia de Fitjar fue construida en 1867 sobre el sitio de la iglesia de piedra que había sido demolida. Los bloques de piedra procede de la iglesia de piedra que fueron utilizadas como bases para la iglesia actual, así como para la pared que incluye el cementerio. Frente la iglesia de Fitjar esta el Parque Haakon (Håkonarparken), hay una escultura de Haakon el Bueno esculpida por Anne Grimdalen. La estatua fue erigida en 1961 en conmemoración de los mil años una de las batalla de Fitjar.

## Geografía

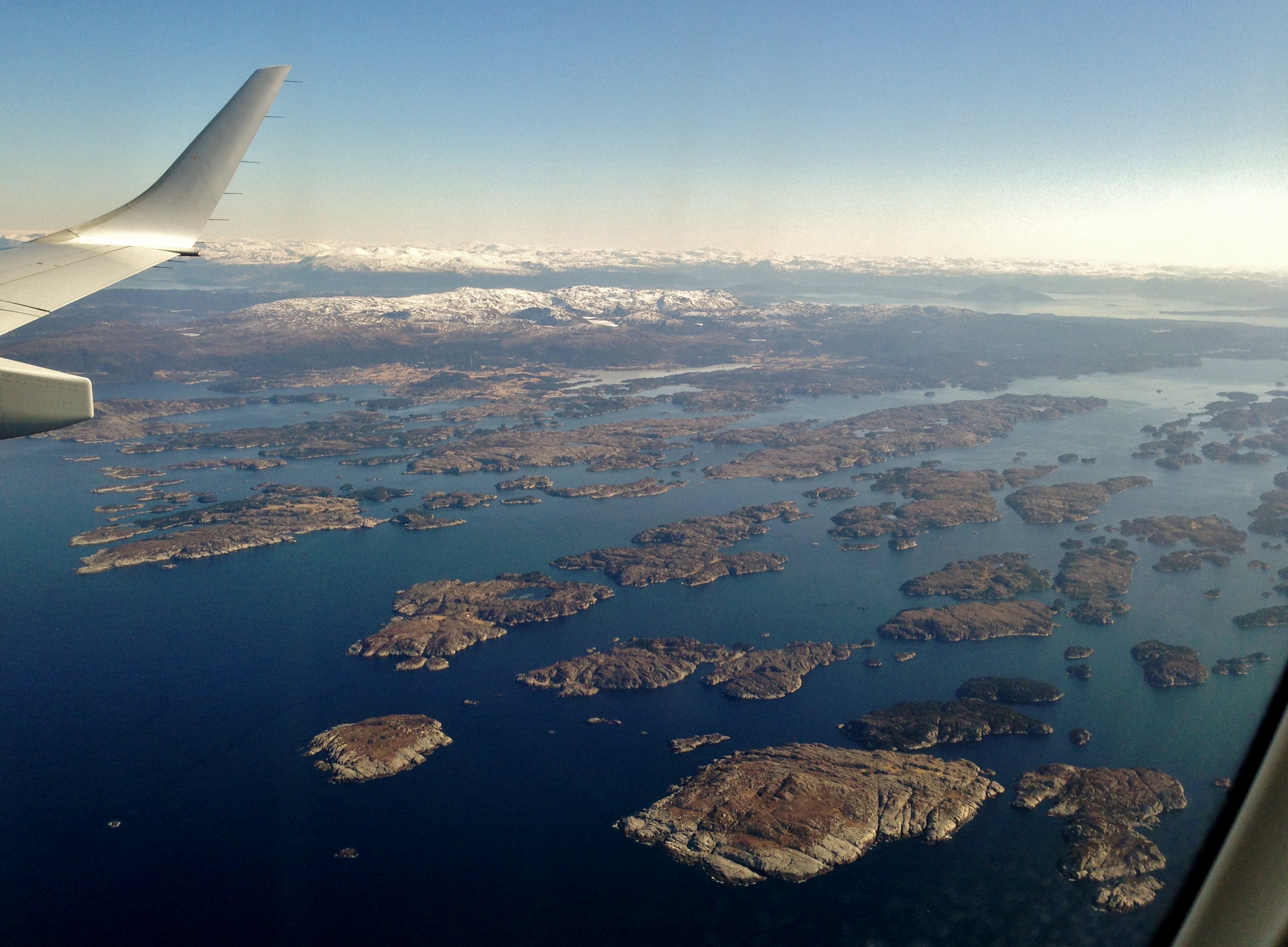
Islas de Fitjar

El municipio se ubica en el sur del Selbjørnsfjorden, en el lado oeste del estrecho de Langenuen y al oeste de la isla de Bømlo. El municipio abarca cerca de 350 islas e islotes, la mayoría deshabitados. La población se concentra en la isla de Stord y cuya zona norte pertenece a Fitjar mientras que la sur es del municipio de Stord. Austevoll está al norte, Tysnes al este y Bømlo al oeste.

## Gobierno
El municipio se encarga de la educación primaria, asistencia sanitaria, atención a la tercera edad, desempleo, servicios sociales, desarrollo económico, y mantención de caminos locales.

### Concejo municipal
El concejo municipal (Kommunestyre) tiene 17 representantes que son elegidos cada 4 años y estos eligen a un alcalde. Estos son:

#### Fitjar Kommunestyre 2015–2019
| Partido                     | Número de representantes |
| --------------------------- | ------------------------ |
| Partido Laborista           | 3                        |
| Partido del Progreso        | 2                        |
| Høyre                       | 7                        |
| Partido Demócrata Cristiano | 3                        |
| Partido de Centro           | 3                        |